# 猫撮り屋
猫撮り屋（ねことりや）とは、日本の写真家。広島県在住。
本名、森原 輝明（もりはら てるあき、1973年 - 2022年12月19日）。
福山市鞆の浦・尾道を中心に瀬戸内地方の猫や全国各地の猫を撮影しており、『猫撮り屋』と屋号登録している。

## 人物
東京都に生まれ、岡山県で育つ。
風景写真やスナップ写真などの写真を撮っていたが、1998年に広島県福山市鞆の浦の外猫を撮影したことがきっかけとなり、猫の写真を撮りはじめた。
撮影時に着用している迷彩服がトレードマーク。岡山県真鍋島の地域おこしに協力したり、百貨店・美術館などで作品展を開催している。